# Taxqueña
Taxqueña (Tasqueña es la ortografía utilizada desde hace unos años sobre todo para el nombre de las estaciones del metro y del tren ligero de la zona) es el nombre de una zona que incluye un conjunto de colonias ubicadas en la alcaldía Coyoacán, al sur de la Ciudad de México. También es el nombre de la Calzada Taxqueña, en la colonia Campestre Churubusco, en esa misma ciudad.
Cabe mencionar que existe un sector de la población (generalmente habitantes de la propia alcaldía) que no están de acuerdo con el nombre de tasqueña. Siendo que este se utiliza únicamente como de carácter iconográfico para ciertos medios de transportes de la urbe.

## Ubicación
La zona de Taxqueña está integrada por las siguientes colonias:
- Campestre Churubusco
- Colonia Educación
- Paseos de Taxqueña
- Petrolera Taxqueña

Dentro de la colonia Educación se localiza la  Unidad Habitacional Tasqueña; un punto determinante de esta colonia son sus múltiples jardines, los cuales se encuentran en bastante abundancia y proximidad, en comparación con el resto de la ciudad.

## Transporte
- Estación Tasqueña del Metro de la Ciudad de México
- Estación Culhuacán del Metro de la Ciudad de México
- Estación Tasqueña del Tren ligero de la Ciudad de México
- Líneas 1, 7 y 12 del Trolebús

## Sitios de interés
- Terminal Central de Autobuses del Sur

- Datos: Q16638005